# 용구란족
용구란족(龍口蘭族, 학명: Arethuseae 아레투세아이[*])은 석곡아과의 족이다.

## 하위 분류
- 용구란아족(Arethusinae Benth. & Hook.f.)
- 패모란아족(Coelogyninae Benth.)